# 戰國烈焰 -亂舞傳-
《戰國烈焰 -亂舞傳-》是由史克威爾艾尼克斯開發的手機遊戲，對應iOS與Android平台。故事背景為日本戰國時代，織田信長、豐臣秀吉、德川家康等一位位戰國名將於遊戲內出現。

## 遊戲內容
以5名戰國時代的著名武將，組成一支隊伍逐鹿天下。本作設有故事模式，通過幾位大名的故事及一場場著名的戰役，玩家可以逐一擊破並獲得豐厚報酬。另外設有「攻城戰」及「亂舞戰」，都是團隊合作。